# Annouville-Vilmesnil
Annouville-Vilmesnil là một xã thuộc tỉnh Seine-Maritime trong vùng Normandie miền bắc nước Pháp.

## Huy hiệu
| Arms of Annouville-Vilmesnil | The arms of Annouville-Vilmesnil are blazoned: Azure, 2 stalks of wheat slipped and leaved, in base a Gentian flower slipped and leaved, and on a chief Or, a bend gules charged with 3 plates (argent). |

## Dân số
| Năm | 1962 | 1968 | 1975 | 1982 | 1990 | 1999 | 2006 |
| --- | ---- | ---- | ---- | ---- | ---- | ---- | ---- |
| Dân số | 289  | 290  | 355  | 356  | 405  | 385  | 407  |
| From the year 1962 on: No double counting—residents of multiple communes (e.g. students and military personnel) are counted only once. |      |      |      |      |      |      |      |